# Хронологија инвазије Русије на Украјину (јул 2025)
Овај чланак обухвата дешавања која су се догодила у јулу 2025. године, за време инвазије Русије на Украјину.

## Хронологија

### 1. јул
Украјинске оружане снаге напале су командни пункт 8. комбиноване армије руске војске на територији Доњецке области која је под руском контролом.

### 2. јул
ПВО украјинских снага неутралисала је 79 од 114 руских дронова. Неутралисао је 79 дронова на северу, истоку и југу Украјине. Чак 40 је оборено ватреним оружјем, а 39 је елиминисано електронским средствима.

### 3. јул
Руске снаге напале су Украјину са 52 јуришне беспилотне летелице типа Шахед и разним врстама имитатора дронова. Украјинско ратно ваздухопловство је 40 дронова неутралисало, али било је погодака на седам локација.

### 4. јул
Русија је током ноћи извела један од највећих ваздушних напада од почетка рата, лансиравши укупно 550 пројектила и дронова, укључујући најмање 330 беспилотних летелица шахед и балистичке ракете. Кијев је био главна мета, али су нападнуте и Дњепропетровска, Сумска, Харковска, Черниговска и Кијевска област.

### 5. јун
Руски системи противваздушне одбране уништили су ноћас 94 украјинска дрона изнад руских региона.
Украјинске оружане снаге напале су аеродром Борисоглебск у Вороњешкој области Руске Федерације, где су базирани авиони Су-34, Су-35С и Су-30СМ.

### 6. јул
Руска противваздухопловна одбрана оборила је током ноћи 120 украјинских дронова изнад територије Русије.
Украјинска противваздухопловна одбрана неутралисала је током ноћи 117 од укупно 157 дронова које је Русија лансирала на Украјину. Руске снаге лансирале су на Украјину четири навођене ракете С-300 из руске Курске области, као и 157 дронова различитих типова.

### 7. јул
У Московској области Руске Федерације нападнут је хемијски погон Краснозаводск, који производи експлозив и компоненте за ракетно оружје.
Командни пункт 31. механизоване бригаде Оружаних снага Украјине у селу Јанварском у Дњепропетровској области уништен је ударом руских бомби ФАБ-500, при чему је погинуло више од 10 украјинских војника.

### 8. јул
Руски системи противваздухопловне одбране уништили три украјинске беспилотне летелице изнад Белгородске области.

### 9. јул
Русија је лансирала рекордних 728 дронова против Украјине и 13 ракета. Украјински системи противваздушне одбране уништили су 718 дронова и седам ракета. Пољска и савезничка ратна авијација стављене су рано јутрос у стање приправности како би се осигурала безбедност пољског ваздушног простора након што је Русија покренула ваздушне нападе на запад Украјине, близу границе са Пољском.

### 10. јул
Руска војска је током ноћи извела групни удар на предузећа војноиндустријског комплекса у Кијеву и војни аеродром, циљ удара је постигнут. Поред тога, ракетни напад је изведен на привремени положај украјинске бригаде морске пешадије у Николајевској области. Сви циљеви су уништени.

### 11. јул
Украјинска војска дроновима је погодила руску фабрику авиона у Московској области и постројење за производњу ракета у Тулској области. Напад је изазвао експлозије и пожар у фабрици авиона, а такође су забележене експлозије и дим који се диже изнад индустријске зоне на другој локацији.

### 12. јул
Руски ваздушни напади током ноћи обухватили више области, укључујући Харковску, Сумску, Лавовску област и Буковину и да је том приликом лансирања 26 крстарећих ракета и 597 јуришних дронова. Више од 20 ракета и велика већина дронова је уништена.

### 13. јул
Руске оружане снаге извеле су ракетне и ваздушне ударе на објекте украјинског војно-индустријског комплекса и центар за обуку оператера беспилотних летелица. Удар су извеле трупе оперативно-тактичке авијације, ударне беспилотне летелице, ракетне снаге и артиљерија. Објекат за обуку дрон-оператера, предузеће у оквиру одбрамбене индустрије и два привремена пункт-шатора су погођени. Такође уништена су два лансера и радарска станица америчког система патриот. Такође, оборено је девет вођених бомби и 215 беспилотних летелица.

### 14. јул
Руска противваздушна одбрана уништила је током протекле ноћи 11 украјинских дронова изнад четири руска региона копненог дела Русије и Црног мора.

### 15. јул
Руске снаге противваздухопловне одбране пресреле су и уништиле укупно 55 украјинских дронова током ноћи изнад Црног мора и више региона у Русији.

### 16. јул
У комбинованом руском нападу на Криви Рог уништено је индустријско предузеће, а део града је остао без струје. Балистичка ракета и 28 дронова лансирано је истовремено.

### 17. јул
Руски противваздухопловни системи су током ноћи оборили 122 украјинска дрона изнад руских региона и области Крима.
Украјина је од почетка године добила 850.000 комада муниције великог калибра у оквиру чешке иницијативе помоћи. Украјина је током прошле године примила око 1,5 милиона комада муниције. У тај број од прошле године спада и 500.000 граната калибра 155 милиметара.

### 18. јул
Руска противваздушна одбрана пресрела је и уништила укупно 73 украјинска дрона изнад више региона, укључујући десет изнад Московске области.

### 19. јул
Русија је лансирала преко 30 ракета и 300 дронова током ноћи. У нападу је оштећена витална инфраструктура у Сумију, где је неколико хиљада породица остало без струје.

### 20. јул
Противваздухопловна одбрана неутралисала је ноћас 93 дрона изнад руских региона, укључујући 19 изнад Московске области. Након ноћних напада, на аеродромима Шереметјево, Домодедово, Жуковски и Внуково у престоници, као и на аеродрому у близини Нижњег Новгорода, уведена су привремена ограничења уласка и изласка авиона.

### 21. јул
Русија је лансирала 426 беспилотних летелица и 24 ракете у ноћном ваздушном нападу. Оборена су 224 дрона и ракете, док су још 203 дрона нестала са радара, највероватније због електронског ометања.

### 22. јул
Руска ротивваздушна одбрана уништила је и пресрела 35 украјинских беспилотних летелица током ноћи, од којих три изнад Московске области.

### 23. јул
У Ростовској области нападнут је железнички чвор Новочеркаск, преко којег се опрема, муниција, горива и људство Оружаних снага Русије пребацују до границе са Украјином.

### 24. јул
Руске снаге извеле су напад дроновима на Одесу, изазивајући штету на цивилној инфраструктури, као и пожаре на неколико локација у граду. Избили су пожари у стамбеним зградама, павиљонима и на бензинским пумпама, док су и два спрата стамбених небодера и кров двоспратнице захваћени пламеном. Такође оштећени су и архитектонски споменици у историјском центру Одесе, који је под заштитом Унеска.

### 25. јул
Током ноћи, руске снаге противваздухопловне одбране пресреле су и уништиле 105 украјинских беспилотних летелица изнад различитих руских региона. Дронови су оборени у Белгородској области, Брјанску, Ростовској области и Краснодарској Покрајини, а такође и у близини Азовског мора. Истовремено, руске трупе су постигле значајан напредак на фронту. Посаде система за ракетне системе град 44. армијског корпуса Северне групе снага уништиле су украјинске контролне пунктове беспилотних летелица, као и војне јединице и оклопна возила на правцу Харкова.
Украјински дронови извели су током ноћи нападе на два стратешки важна постројења руског војноиндустријског комплекса, оштетивши фабрику хемикалије Азот у Ставропољској Покрајини и фабрику барута у Тамбовској области.

### 26. јул
Дронови Службе безбедности Украјине погодили су фабрику Сигнал у Ставропољу, једног од највећих произвођача радио-електронике у Русији.

### 27. јул
Услед напада украјинског дрона дошло је до прекида снабдевања железнице електричном енергијом у делу Волгоградске области у Русији.

### 28. јул
Украјинска противваздухопловна одбрана током ноћи уништила је 309 руских дронова од укупно 324 беспилотне летелице које је лансирала Русија, такође уништила је и две крстареће ракете.

### 29. јул
У руском ракетном нападу на град Камјанске, у Дњепропетровској области делимично је уништена троспратна зграда која није била у употреби, а оштећени су и медицински објекти – породилиште и одељење градске болнице. Руси су извели нападе артиљеријом и беспилотним летелицама и у региону Никопоља.

### 30. јул
Најмање 200 људи погинуло је и рањено у нападу руских оружаних снага на камп центра за обуку копнених снага стратешке резерве Оружаних снага Украјине у Черниговској области. Локацију опреме и особља украјинских војника открила је посада руског извиђачког дрона. Затим су координате циља сукцесивно погођене ракетама са касетним и високоексплозивним бојевим главама.

### 31. јул
Русија је током ноћи лансирала преко 300 дронова и осам ракета на Украјину. Кијев је био главна мета.